# Рафик Харири
Рафик Харири е ливански политик и бизнес магнат, министър-председател на Ливан от 1992 до 1998 и от 2000 до 2004 г.
Роден е на 1 ноември 1944 г. в крайбрежния град Сайда в сунитско семейство. Следва организация на икономиката в Арабския университет в Бейрут. През 1965 г. заминава за Саудитска Арабия, където скоро се оженва и натрупва солиден капитал. През 1978 г. получава саудитско поданство и е изпратен за посланик на Саудитска Арабия в Лондон.
През 1992 г. се завръща в Ливан и създава телевизия Future и ежедневника Al-mustaqbal. Полага огромни усилия за възстановяване на Ливан от разрушенията на Гражданската война.
На 14 февруари 2005 е убит при бомбен атентат в Бейрут. Според мнозина наблюдатели зад покушението срещу Харири стоят Сирия и просирийските сили в Ливан.